# Idefix
Idefix är Obelix lilla vitsvarta hund i den tecknade serien Asterix.
Idefix, vars namn anspelar på fix idé (på franska idée fixe), är en mycket liten och trofast hund, som följer sin husse Obelix vart han än går. Han gillar träd och blir mycket upprörd när de fälls, oavsett orsak. Obelix försöker träna honom att apportera bautastenar, med blandat resultat. Däremot är Idefix ofta bra på att spåra romare eller leta rätt på sin husse. 
Obelix och Idefix träffas i albumet Gallien runt. Där dyker Idefix plötsligt bara upp i en ruta där Asterix och Obelix är i Lutetia (dagens Paris) och handlar korv. Den lilla hunden bestämmer sig för att följa efter gallerna – utan att de verkar ta notis om saken. Först på sista sidan i albumet upptäcker Obelix den lilla varelsen och tar honom till sig.
I albumet Asterix och Latraviata får Idefix några valpar tillsammans med en okänd tik. Det har aldrig framkommit till vilken hundras Idefix sorterar.
Idefix har en mer framträdande roll i Asterix-albumen än vad exempelvis Milou har i Tintin-albumen. Milou konkurreras ut av framförallt Kapten Haddock, medan Asterix lyfter fram och förstärker Idefix roll. Ett exempel på detta finns i albumet Asterix och Kleopatra, där Idefix hjälper Asterix, Obelix och Miraculix att hitta ut ur pyramiden de hade blivit inlåsta i.

## Källhänvisningar
1. ↑  "Asterix". NE.se. Läst 6 oktober 2014.
2. 1 2  Tapidesourix (5 mars 2018). ”Idéfix” (på franska). Astérix - Le site officiel. https://www.asterix.com/portfolio/idefix/. Läst 29 september 2021.